# ビホルダーマイルステークス
ビホルダーマイルステークス（Beholder Mile Stakes）は、アメリカ合衆国のサンタアニタパーク競馬場にて開催される競馬の競走である。

## 概要
グレード制ではGIに類される。ダート1マイルで施行され、出走条件は3歳以上牝馬。かつてはハリウッドパーク競馬場で行われていたが、ハリウッドパーク競馬場の閉鎖に伴いサンタアニタに移った。
勝ち馬には年度代表馬となったゼニヤッタ、アゼリを筆頭に、数多くのエクリプス賞受賞馬が名を連ねている。

## 歴史
- 1940年：ハリウッドパーク競馬場のダート8ハロン戦として創設。優勝はエトーリア2世[5]。
- 1942-1943年：第二次世界大戦のため中止
- 1958年：アニールーサンが史上初の連覇[6]。
- 1973年：グレード制の施行にともない、G1に格付
- 2007年：コースをオールウェザーに変更（2014年にダートに戻る）[2]
- 2010年：ゼニヤッタが史上初の3連覇[2]
- 2014年：ハリウッドパーク競馬場閉鎖にともない、開催地をサンタアニタパーク競馬場に変更

### 競走名の変遷（1976年以降）
- Vanity Handicap - 1976-1986、1988-1989、1992-1993、1997、1999-2004、2008-2013
- Vanity Invitational Handicap - 1987、1990-1991、1994-1996、1998、2005-2007
- Vanity Stakes - 2014-2015
- Vanity Mile Stakes - 2016
- Beholder Mile Stakes - 2017-

### 距離の変遷（1976年以降）
- 8ハロン - 2016-
- 9ハロン - 1976-1985、1988-2015
- 10ハロン - 1986-1987

## 近年の勝ち馬
- 2025 Cavalieri
- 2024 Sweet Azteca
- 2023 A Mo Reay
- 2022 As Time Goes By
- 2021 Swiss Skydiver
- 2020 Ce Ce
- 2019 Secret Spice
- 2018 Unique Bella
- 2017 Stellar Wind
- 2016 Beholder
- 2015 My Sweet Addiction
- 2014 Iotapa
- 2013 Byrama
- 2012 Love Theway Youare
- 2011 Blind Luck
- 2010 Zenyatta
- 2009 Zenyatta
- 2008 Zenyatta
- 2007 Nashoba's Key
- 2006 Hollywood Story
- 2005 Splendid Blended
- 2004 Victory Encounter
- 2003 Azeri
- 2002 Azeri
- 2001 Gourmet Girl
- 2000 Riboletta

### レース結果の出典
- EquiBase
  - 1991,1992,1993,1994,1995,1996,1997,1998,1999,2000
  - 2001,2002,2003,2004,2005,2006,2007,2008,2009,2010
  - 2011,2012,2013,2014,2015,2016,2017,2018,2019,2020
  - 2021,2022,2023,2024,2025